# Rocinela angustata
Rocinela angustata là một loài chân đều trong họ Aegidae. Loài này được Richardson miêu tả khoa học năm 1904.